# Liste der Stolpersteine in Salzkotten
In der Liste der Stolpersteine in Salzkotten werden die vorhandenen Gedenksteine aufgeführt, die im Rahmen des Projektes Stolpersteine des Künstlers Gunter Demnig bisher in Salzkotten verlegt worden sind.

## Verlegte Stolpersteine
| Adresse                             | Name                 | Inschrift                                                                                                 | Verlegedatum  | Bild | Anmerkung                                          |
| ----------------------------------- | -------------------- | --- | ------------- | --- | -------------------------------------------------- |
| Auf den Küten 4 (Standort)          | Bertha Kleeberg      | Hier wohnte Bertha Kleeberg Jg. 1879 deportiert 1942 Ghetto Warschau ermordet in Riga                     | 12. März 2009 | Stolperstein Salzkotten Auf den Küten 4 Bertha Kleeberg                                                     | geboren am 11. Dezember 1879 in Salzkotten         |
| Auf den Küten 4 (Standort)          | Jakob Kleeberg       | Hier wohnte Jakob Kleeberg Jg. 1877 deportiert 1942 Theresienstadt 1944 Auschwitz ermordet                | 12. März 2009 | Stolperstein Salzkotten Auf den Küten 4 Jakob Kleeberg                                                      | geboren am 26. Februar 1877 in Salzkotten          |
| Auf den Küten 4 (Standort)          | Leopold Achtermann   | Hier wohnte Leopold Achtermann Jg. 1878 deportiert 1942 Ghetto Warschau ermordet in Riga                  | 12. März 2009 | Stolperstein Salzkotten Auf den Küten 4 Leopold Achtermann                                                  | geboren am 30. Januar 1878 in Nörten-Hardenberg    |
| Auf den Küten 4 (Standort)          | Mirjam Kleeberg      | Hier wohnte Mirjam Kleeberg geb. Meyer Jg. 1891 deportiert 1942 Theresienstadt 1944 Auschwitz ermordet    | 12. März 2009 | Stolperstein Salzkotten Auf den Küten 4 Mirjam Kleeberg                                                     | geboren am 7. Oktober 1891 in Osterkappeln         |
| Auf den Küten 4 (Standort)          | Rika Achtermann      | Hier wohnte Rika Achtermann geb. Kleeberg Jg. 1881 deportiert 1942 Ghetto Warschau ermordet in Riga       | 12. März 2009 | Stolperstein Salzkotten Auf den Küten 4 Rika Achtermann                                                     | geboren am 29. November 1881 in Salzkotten         |
| Auf den Küten 4 (Standort)          | Sophie Linz          | Hier wohnte Sophie Linz geb. Kleeberg Jg. 1875 deportiert 1942 Theresienstadt 1944 Treblinka ermordet     | 12. März 2009 | Stolperstein Salzkotten Auf den Küten 4 Sophie Linz                                                         | geboren am 5. März 1875 in Salzkotten              |
| Ferdinand-Henze Straße 1 (Standort) | Grete Grünberg       | Hier wohnte Grete Grünberg geb. Königsheim Jg. 1890 deportiert 1942 Ghetto Warschau ermordet              | 12. März 2009 | Stolperstein Salzkotten Ferdinand-Henze-Straße 1 Grete Grünberg                                             |                                                    |
| Lange Straße 6 (Standort)           | Julius Speier        | Hier wohnte Julius Speier Jg. 1912 deportiert 1941 Riga befreit/überlebt                                  | 8. Dez. 2011  | Stolperstein Salzkotten Lange Straße 6 Julius Speier                                                        |                                                    |
| Lange Straße 6 (Standort)           | Margarete Speier     | Hier wohnte Margarete Speier geb. Goldschmidt Jg. 1913 deportiert 1941 Riga befreit/überlebt              | 8. Dez. 2011  | Stolperstein Salzkotten Lange Straße 6 Margarete Speier                                                     |                                                    |
| Lange Straße 9 (Standort)           | Ella Goldschmidt     | Hier wohnte Ella Goldschmidt geb. Königstahl Jg. 1889 deportiert 1941 ermordet in Riga                    | 12. März 2009 | Stolperstein Salzkotten Lange Straße 9 Ella Goldschmidt                                                     | geboren am 29. August 1889 in Karlshafen           |
| Lange Straße 9 (Standort)           | Julius Goldschmidt   | Hier wohnte Julius Goldschmidt Jg. 1885 deportiert 1941 ermordet in Riga                                  | 12. März 2009 | Stolperstein Salzkotten Lange Straße 9 Julius Goldschmidt                                                   | geboren am 3. März 1885 in Münster in Westfalen    |
| Lange Straße 49 (Standort)          | Berthold Oswald      | Hier wohnte Berthold Oswald Jg. 1879 deportiert 1942 Theresienstadt ermordet in Riga                      | 12. März 2009 | Stolperstein Salzkotten Lange Straße 49 Berthold Oswald                                                     | geboren am 6. Dezember 1879 in Salzkotten          |
| Lange Straße 49 (Standort)          | Hanna Oswald         | Hier wohnte Hanna Oswald Jg. 1886 deportiert 1942 Theresienstadt ermordet 5.8.1943                        | 12. März 2009 | Stolperstein Salzkotten Lange Straße 49 Hanna Oswald                                                        | geboren am 28. Dezember 1886 in Salzkotten         |
| Lange Straße 49 (Standort)          | Martha Oswald        | Hier wohnte Martha Oswald Jg. 1888 deportiert 1942 Theresienstadt 1944 Auschwitz ermordet                 | 12. März 2009 | Stolperstein Salzkotten Lange Straße 49 Martha Oswald                                                       | geboren am 16. August 1888 in Bielefeld            |
| Marktstraße 11 (Standort)           | Isaak Auerbach       | Hier wohnte Isaak Auerbach Jg. 1863 deportiert 1942 Theresienstadt 1942 Treblinka ermordet                | 12. März 2009 | Stolperstein Salzkotten Marktstraße 11 Isaak Auerbach                                                       | geboren am 24. Januar 1863 in Salzkotten           |
| Marktstraße 11 (Standort)           | Paul Auerbach        | Hier wohnte Paul Auerbach Jg. 1874 deportiert 1942 Theresienstadt 1942 Treblinka ermordet                 | 12. März 2009 | Stolperstein Salzkotten Marktstraße 11 Paul Auerbach                                                        | geboren am 3. April 1874 in Salzkotten             |
| Marktstraße 11 (Standort)           | Sara Auerbach        | Hier wohnte Sara Auerbach geb. Kleeblatt Jg. 1871 deportiert 1942 Theresienstadt 1942 Treblinka ermordet  | 12. März 2009 | Stolperstein Salzkotten Marktstraße 11 Sara Auerbach                                                        | geboren am 6. November 1871 in Herlinghausen       |
| Marktstraße 23 (Standort)           | Adolf Humberg        | Hier wohnte Adolf Humberg Jg. 1879 deportiert 1942 Theresienstadt 1944 Auschwitz ermordet                 | 12. März 2009 | Stolperstein Salzkotten Marktstraße 23 Adolf Humberg                                                        | geboren am 21. Juli 1879 in Darfeld                |
| Marktstraße 23 (Standort)           | Alex Cohn            | Hier wohnte Alex Cohn Jg. 1859 Opfer des Pogroms misshandelt tot an den Folgen 12.12.1938                 | 12. März 2009 | Stolperstein Salzkotten Marktstraße 23 Alex Cohn                                                            | geboren am 11. März 1859 in Salzkotten             |
| Marktstraße 23 (Standort)           | Julie Humberg        | Hier wohnte Julie Humberg geb. Rosenthal Jg. 1875 deportiert 1942 Theresienstadt ermordet 23.12.1942      | 12. März 2009 | Stolperstein Salzkotten Marktstraße 23 Julie Humberg                                                        | geboren am 19. Mai 1873 in Dortmund                |
| Paderborner Straße 31 (Standort)    | Alfred Examus        | Hier wohnte Alfred Examus Jg. 1907 deportiert 1941 Riga 1945 Buchenwald ermordet                          | 12. März 2009 | Stolperstein Salzkotten Paderborner Straße 31 Alfred Examus                                                 | geboren am 27. Dezember 1907 in Horn-Mielinghausen |
| Paderborner Straße 31 (Standort)    | Amalie Herz          | Hier wohnte Amalie Herz geb. Humberg Jg. 1882 deportiert 1942 Theresienstadt 1944 Auschwitz ermordet      | 12. März 2009 | Stolperstein Salzkotten Paderborner Straße 31 Amalie Herz                                                   | geboren am 16. Oktober 1882 in Klein Reken         |
| Paderborner Straße 31 (Standort)    | Erna Examus          | Hier wohnte Erna Examus Jg. 1898 deportiert 1941 Riga 1945 Majdanek ermordet                              | 12. März 2009 | Stolperstein Salzkotten Paderborner Straße 31 Erna Examus                                                   | geboren am 19. Dezember 1898 in Horn-Mielinghausen |
| Paderborner Straße 31 (Standort)    | Otto Herz            | Hier wohnte Otto Herz Jg. 1877 deportiert 1942 Theresienstadt ermordet 31.10.1943                         | 12. März 2009 | Stolperstein Salzkotten Paderborner Straße 31 Otto Herz                                                     | geboren am 22. Oktober 1877 in Nümbrecht           |
| Verner Straße 23 (Standort)         | Hilde Blumenfeld     | Hier wohnte Hilde Blumenfeld Jg. 1920 deportiert 1942 ermordet im Ghetto Warschau                         | 12. März 2009 | Stolperstein Salzkotten Verner Straße 23 Hilde Blumenfeld                                                   | geboren am 11. Oktober 1920 in Salzkotten          |
| Verner Straße 23 (Standort)         | Josef Blumenfeld     | Hier wohnte Josef Blumenfeld Jg. 1880 deportiert 1942 ermordet im Ghetto Warschau                         | 12. März 2009 | Stolperstein Salzkotten Verner Straße 23 Josef Blumenfeld                                                   | geboren am 22. April 1880 in Salzkotten            |
| Verner Straße 23 (Standort)         | Margarete Blumenfeld | Hier wohnte Margarete Blumenfeld geb. Bierhoff Jg. 1896 deportiert 1942 ermordet im Ghetto Warschau       | 12. März 2009 | Stolperstein Salzkotten Verner Straße 23 Margarete Blumenfeld                                               | geboren am 17. Januar 1896 in Borgentreich         |
| Verner Straße 23 (Standort)         | Regine Bierhoff      | Hier wohnte Regine Bierhoff geb. Sostheim Jg. 1874 deportiert 1942 Theresienstadt 1942 Treblinka ermordet | 12. März 2009 | Stolperstein Salzkotten Verner Straße 23 Regine Bierhoff                                                    | geboren am 24. Februar 1874 in Borgentreich        |
| Verner Straße 23 (Standort)         | Resi Blumenfeld      | Hier wohnte Resi Blumenfeld Jg. 1921 deportiert 1942 ermordet im Ghetto Warschau                          | 12. März 2009 | Stolperstein Salzkotten Verner Straße 23 Resi Blumenfeld                                                    | geboren am 1. Oktober 1921 in Salzkotten           |
| Verner Straße 23 (Standort)         | Samuel Katz          | Hier wohnte Samuel Katz Jg. 1919 deportiert 1941 Riga befreit/überlebt                                    | 8. Dez. 2011  | Stolperstein Salzkotten Verner Straße 23 Samuel Katz                                                        |                                                    |
| Verner Straße 33 (Standort)         | Laura Blumenfeld     | Hier wohnte Laura Blumenfeld geb. Kemper Jg. 1878 deportiert 1942 Ghetto Warschau ermordet in Auschwitz   | 12. März 2009 | Stolperstein Salzkotten Verner Straße 33 Laura Blumenfeld · Stolperstein für Laura Blumenfeld in Salzkotten | geboren am 23. September 1878 in Rietberg          |